# Comtat de Carlow
El Comtat de Carlow (gaèlic irlandès: Contae Cheatharlach) és un comtat de la República d'Irlanda situat en la província de Leinster. Rep aquest nom per la vila de Carlow, que es troba als marges del riu Barrow.

## Geografia i divisions administratives
Carlow o "Catherlough" formava part originàriament del comtat palatí Hiberno-Normand de Leinster, i esdevingué un comtat separat des de 1306. Aleshores la seua mida era més gran que l'actual, estenent-se fins a la zona costanera al voltant d'Arklow, que fou objecte de disputa entre els caps irlandesos de l'època i finalment fou atribuïda al comtat de Wicklow el 1606-1607.

### Baronies
Hi ha set baronies històriques al comtat: Carlow, Forth, Idrone East, Idrone West, Rathvilly, St Mullin's Lower i St Mullin's Upper.

### Ciutats i viles
- Ballinkillin
- Ballon
- Ballymurphy
- Borris
- Carlow
- Clonmore
- Clonegal
- Fennagh
- Hacketstown
- Kildavin
- Muine Bheag
- Myshall
- Nurney
- Old Leighlin
- Rathvilly
- Royal Oak
- St Mullin's
- Tinryland
- Tullow

## Galeria d'imatges

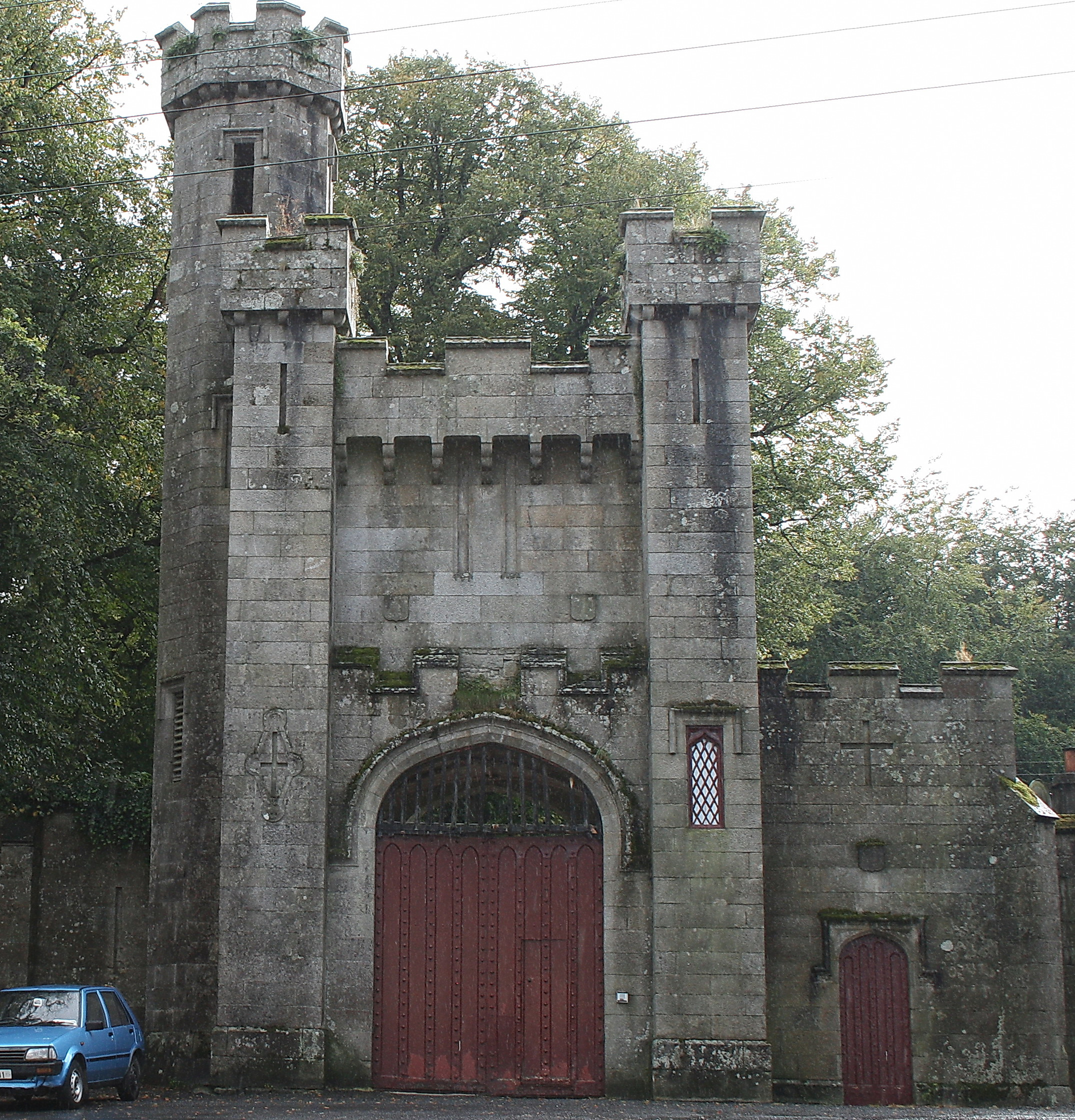
Borris
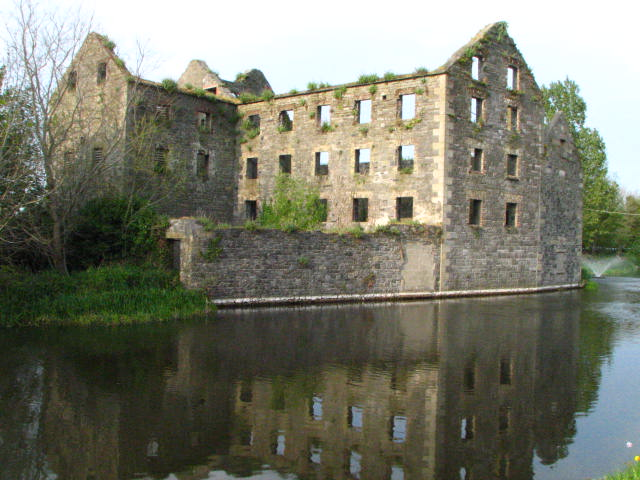
Molí de Rudkins
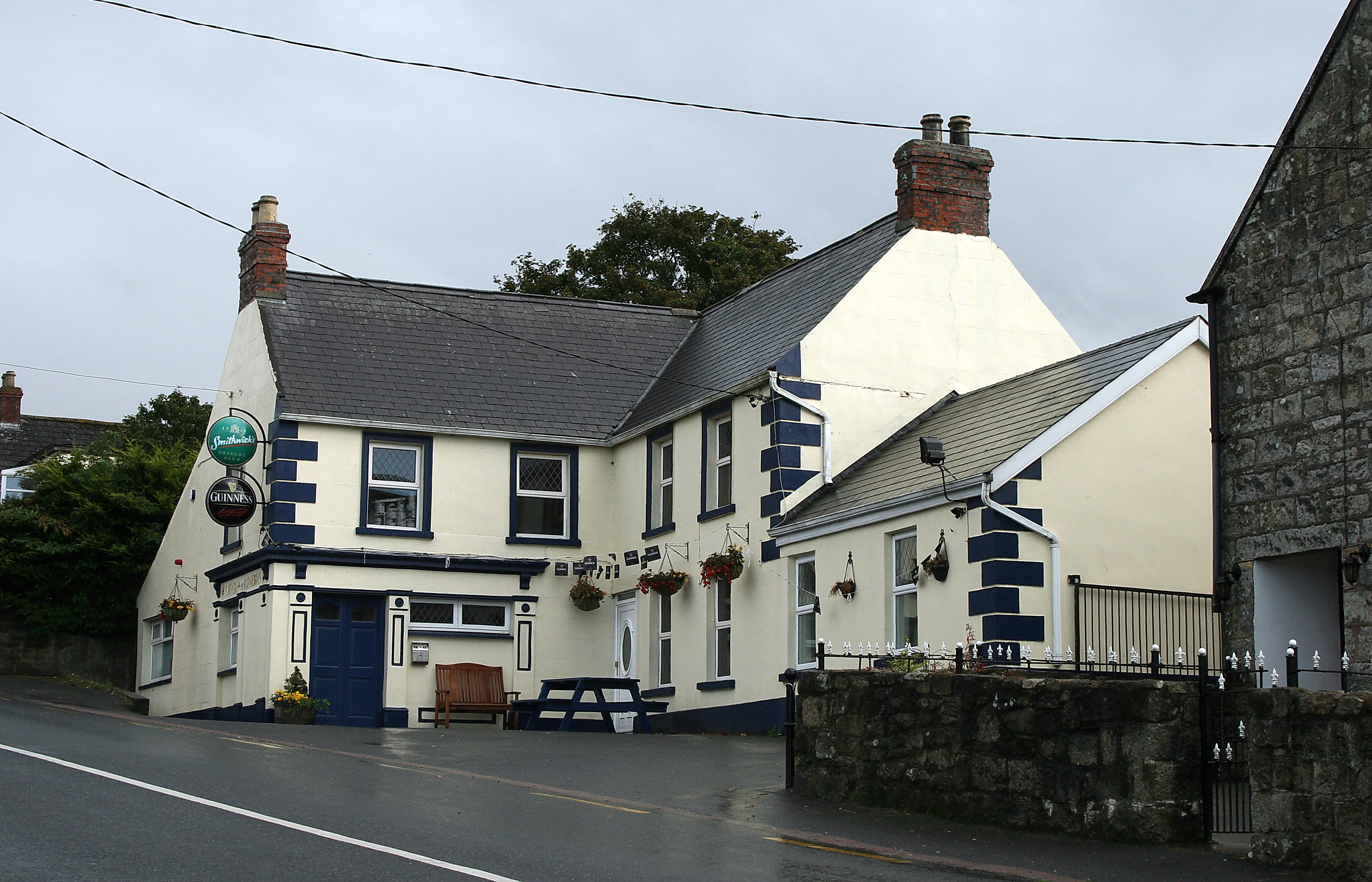
Ballymurphy
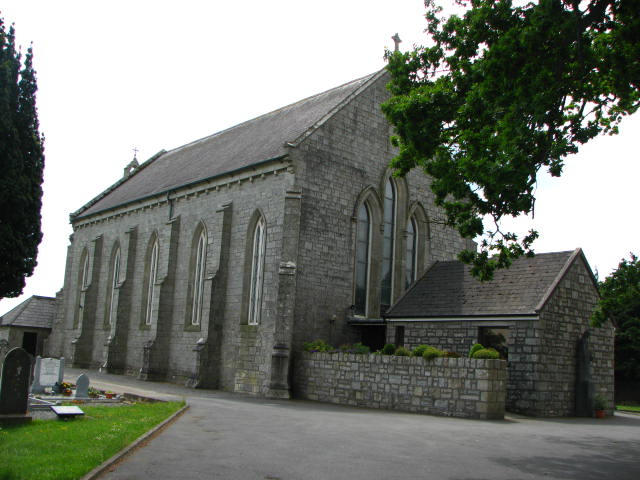
Església de Saint Mary a Bennekerry